# جوناثان سيشايش
جوناثان سيشايش (بالإنجليزية: Johnathon Schaech)‏ هو كاتب سيناريو وممثل أمريكي، ولد في 10 سبتمبر 1969 في الولايات المتحدة.

## أعمال

### أفلام
- (2004) يهوذا
- (2008) حجر[5]
- (2008) ليلة حفل التخرج[6]
- (2009) لايد تو رست
- (2010) اللصوص[7]
- (2011) 5 أيام من الحرب
- (2011)  لايد تو رست 2
- (2014) أسطورة هرقل[8][9]
- (2014) الأمير
- (2017) آكتز اوف فينجينس
- (2017) أرسنال
- (2018)  بلود لاين

### مسلسلات
- كوانتيكو
- كولد كيس

## وصلات خارجية
- جوناثان سيشايش على موقع IMDb (الإنجليزية)
- جوناثان سيشايش على موقع ألو سيني (الفرنسية)
- جوناثان سيشايش على موقع ميوزك برينز (الإنجليزية)
- جوناثان سيشايش على موقع أول موفي (الإنجليزية)
- جوناثان سيشايش على موقع قاعدة بيانات الأفلام السويدية (السويدية)
- جوناثان سيشايش على موقع إن إن دي بي (الإنجليزية)
- جوناثان سيشايش على موقع قاعدة بيانات الفيلم (الإنجليزية)
- جوناثان سيشايش على موقع كينوبويسك (الروسية)